# Simariya
Simariya (en népalais : सिमरिया) est un comité de développement villageois du Népal situé dans le district de Sunsari. Au recensement de 2011, il comptait 5 417 habitants.